# Большое кукольное путешествие
«Большое кукольное путешествие» — британский кинофильм, где основными действующими лицами являются персонажи Маппет-шоу. Номинация на премию «Оскар» в категории «Лучшая песня к фильму» (композиция The First Time It Happens).

## Сюжет
Лягушонок Кермит, медведь Фоззи и Великий Гонзо предстают перед зрителями в образе журналистов газеты Daily Chronicle. Кермит и Фоззи, в частности, играют близнецов-журналистов, шутка вокруг которых строится на том, что никто не может сказать, что они являются близнецами, пока Фоззи не надевает шляпу. В итоге все трое решаются взяться за расследование ограбления известного модельера леди Холлидей, у которой украли бриллианты, после того, как их начальник Майк Таркенян освобождает их от возможности делать главные статьи после созданного ими репортажа «Братья-близнецы присоединяются к газете Daily Chronicle», вынесенного на первую полосу (в то время как другие печатные издания писали о краже у леди Холлидей).
Они едут в Лондон, чтобы взять у неё интервью, но у них на поездку только 12 долларов, поэтому они вынуждены лететь в багаже самолёта, но над Великобританией стюард выбрасывает их в небо, так как самолёт без пересадок летит на Мальорку. В Лондоне они останавливаются в ветхом , но бесплатном отеле «Счастье», где уже живёт несколько маппетов. Когда Кермит ищет леди Холлидей в её офисе, он вместо неё находит любовь всей своей жизни мисс Пигги, однако не узнаёт её, принимая  за леди. Пигги, которая устроилась к Холлидей секретаршей (но главная её мечта — стать моделью), маскируется под свою начальницу, но заходит в этом слишком далеко: для того, чтобы поразить его, она проникает в особняк чопорных англичан Невилла и Доркас и показывает его Кермиту как собственный дом.
В ночном клубе у леди Холлидей крадёт ожерелье её брат Ники с помощью моделей Карлы, Марлы и Дарлы. Несмотря на влюблённость в мисс Пигги, Ники подсовывает ей ожерелье и её арестовывают, после чего он сообщает своим подельницам о плане похитить главное сокровище своей сестры — огромный бриллиант Бейсбол, который находится в галерее Мэллори. К несчастью для них, Гонзо подслушивает их. У Кермита и других маппетов нет другого выбора, кроме как вместе остановить преступников и таким образом освободить мисс Пигги.
Маппеты попадают в галерею и добираются до бриллианта в тот же момент что и воры, после чего они вместе начинают играть этим «Бейсболом», в том числе и в бейсбол. Тем временем мисс Пигги бежит из тюрьмы, после чего она случайно находит мотоцикл, который она использует, чтобы врезаться в окно галереи, сбивая Ники, держащего Кермита в заложниках. Карла, Марла и Дарла противостоят Пигги, но она побеждает их, используя карате. Прибывшая полиция арестовывает Ники и моделей, а также снимает с мисс Пигги все обвинения. Маппеты возвращаются в Америку точно так, как и улетали из неё, то есть были выброшены из самолёта. Вниз они летят на парашютах, в это время начинаются титры.

## В ролях
- Чарлз Гродин — Ники Холидей
- Дайана Ригг — Леди Холидей
- Джон Клиз — Невилл
- Роберт Морли — британский джентльмен
- Питер Устинов — водитель грузовика
- Джек Уорден — Майк Таркениан
- Питер Фальк — Трамп

### Маппетов озвучивали
- Джим Хенсон
- Фрэнк Оз
- Дэйв Гольц
- Джерри Нельсон
- Ричард Хант
- Кэролл Спинни — Оскар
- Стив Уитмайр — Крыса Риццо / Липс

Джим Хенсон, Фрэнк Оз, Джерри Нельсон и Ричард Хант появились в камео. Хенсон появляется в клубе в качестве одного из гостей, которому Гонзо предлагает сфотографироваться; Оз — репортёр в офисеDaily Chronicle; Нельсон — человек с дочерью в парке; Хант — пассажир в такси.

## Саундтрек
- "Main Title Theme" (2:49) (песня)
- "Hey, a Movie!" (2:42) (песня)
- "The Big Red Bus" (1:26) (музыка)
- "Happiness Hotel" (3:05) (песня)
- "Lady Holiday" (1:12) (музыка)
- "The First Time It Happens" (4:12) (песня)
- "The Apartment" (0:53) (музыка)
- "Night Life" (2:57) (песня)
- "Steppin' Out with a Star" (2:31) (песня)
- "Couldn't We Ride" (3:07) (песня)
- "Miss Piggy's Fantasy" (3:58) (песня)
- "The Great Muppet Caper" (3:48) (песня)
- "Homeward Bound" (0:52) (музыка)
- "Finale: Hey, a Movie! (реприза)" (1:30)
- "The First Time It Happens (реприза)" (1:30)

## Приём
Фильм получил в целом положительные отзывы. На сайте критиков Rotten Tomatoes у ленты „свежий“ рейтинг — 71% (на основе 17 рецензий). Фильм собрал 31 206 251 долларов, что оказалось меньше сборов других лент о маппетах.